# Сервій Сульпіцій Гальба (претор 187 року до н. е.)
Се́рвій Сульпі́цій Га́льба (лат. Servius Sulpicius Galba; ? — після 182 до н. е.) — політичний діяч часів Римської республіки, претор 187 року до н. е.

## Життєпис
Походив з патриціанського роду Сульпіціїв, його гілки Гальбів. Син Сервія Сульпіція Гальби, члена колегії понтифіків з 203 року до н. е. Вважається, що здобув гарну освіту.
У 189 році до н. е. став курульним едилом. Під час каденції разом з колегою Публієм Клавдієм Пульхром наклав штраф на торговців хлібом за приховання зерна. На ці кошти поставив 12 позолочених щитів у храмі Геркулеса.
У 187 році до н. е. його обрано міським претором. За відсутності на той час консулів у Римі відкривав й проводив декілька засідань римського сенату. Сприяв Марку Фульвія Нобіліору в отриманні тріумфу за перемоги над Етолійським союзом. Надав право сенату визначати осіб, відповідальних за ведення слідства над Луцієм Корнелієм Сципіоном Азіатіком (почалося за натхненням Марка Порція Катона). Разом з тим як прихильник роду Корнеліїв, Гальба намагався затягнути слідство. Тому його було передано іншому претору — Марку Теренцію Куллеону.
У 185—182 роках до н. е. Сервій Сульпіцій Гальба 4 рази намагався здобути посаду консула, проте програв вибори іншим представникам впливових родів. Після цього відійшов від активної політики, продовжуючи засідати у сенаті.
Був покровителем поета Квінта Еннія.

## Родина
- Сервій Сульпіцій Гальба, консул 144 року до н. е.
- ?Сульпіцій Гальба